# Cortinarius caerulescens
Cortinarius caerulescens (Jacob Christian Schäffer, 1774 ex Elias Magnus Fries, 1838), a încrengăturii Basidiomycota, din familia Cortinariaceae și genul Cortinarius, este o ciupercă necomestibilă care coabitează, fiind un simbiont micoriza (formează micorize pe rădăcinile arborilor). O denumire populară nu este cunoscuta. În România, Basarabia și Bucovina de Nord, se dezvoltă de la câmpie la munte, pe sol calcaros, solitar sau în grupuri, în păduri de foioase precum în cele mixte, preferat sub carpeni și fagi. Timpul apariției este din iunie până în octombrie (noiembrie), fiind o specie destul de rar întâlnită.

## Taxonomie

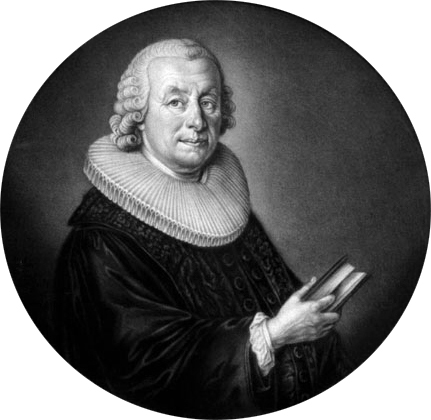
J. C. Schäffer

Numele binomial a fost determinat drept Agaricus caerulescens de cunoscutul savant german Jacob Christian Schäffer în volumul 4 al operei sale Fungorum qui in Bavaria et Palatinatu circa Ratisbonam nascuntur icones, nativis coloribus expressae din 1774. 
Apoi, în 1838, renumitul om de știință suedez Elias Magnus Fries a transferat specia corect la genul Cortinarius sub păstrarea epitetului, de verificat în cartea sa Epicrisis systematis mycologici, seu synopsis hymenomycetum, fiind numele curent valabil (2021).
Trebuie menționat, că specia Cortinarius caesiocyaneus, descrisă de micologul bavarez Max Britzelmayr în volumul 1 al lucrării sale Zur Hymenomyceten-Kunde din 1895 este vazutä pe o parte sinonim al speciei descrise aici, pe de alta ca specie independentă, astfel, de exemplu, de micologii Bruno Cetto. și Hans E. Laux.
Epitetul specific este derivat din cuvântul latin (latină caeruleus=albăstrui în diverse nuanțe), datorită aspectului ciupercii, mai presus de toate în tinerețe.

## Descriere

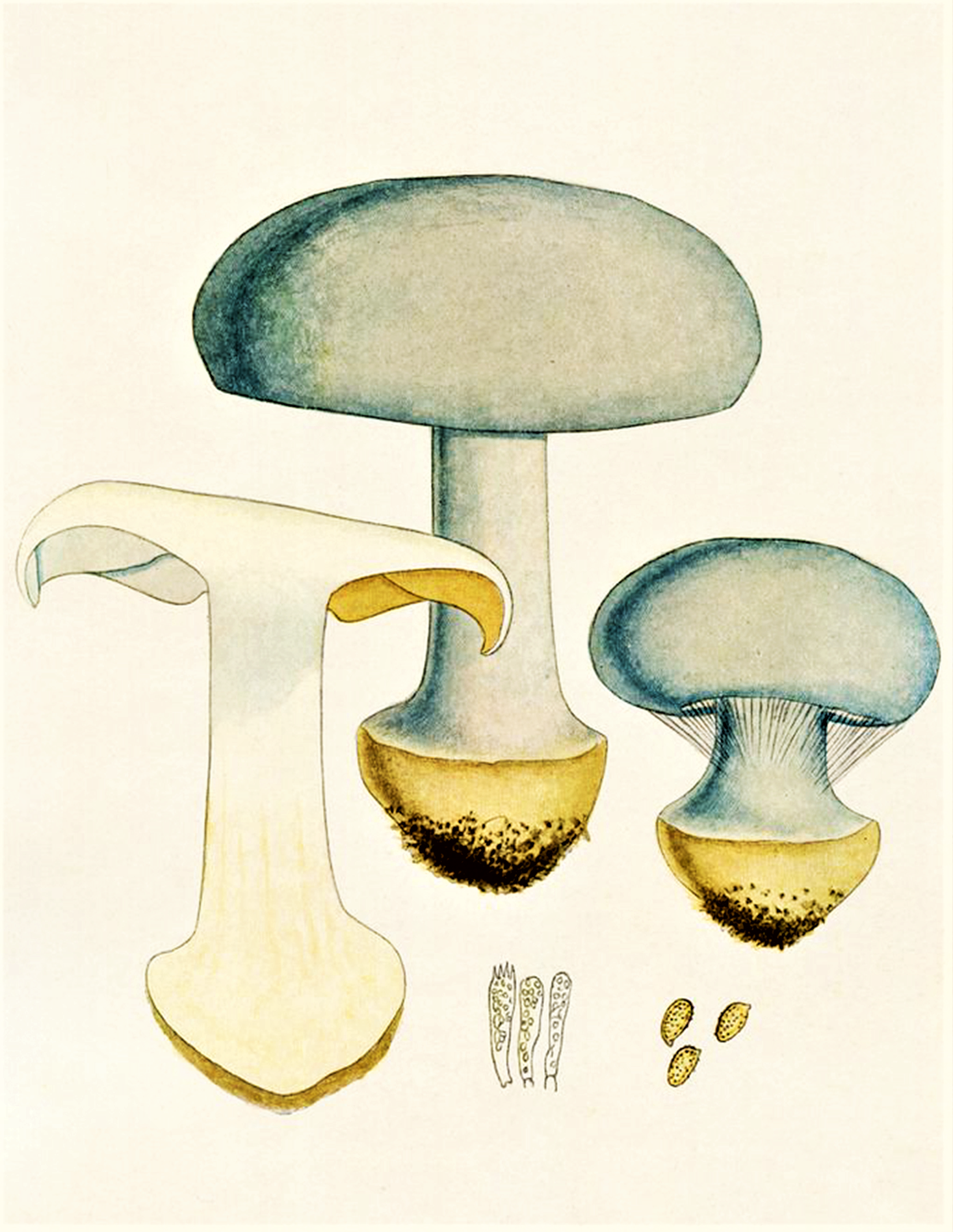
Bres.: Cortinarius caerulescens

- Pălăria: destul de cărnoasă are un diametru între 5 și 10 (12) cm, este la început boltită emisferic cu marginea răsucită spre interior, apoi convexă, aplatizându-se cu timpul și adesea ceva adâncită în centru. Cuticula netedă care se poate îndepărta ușor de pălărie este pe vreme uscată mată, mătăsoasă, ușor încarnată fibros, dar la umezeală foarte slinoasă, adesea mucoasă (cauza pentru ce a fost asociată subgenului Phlegmatium pe vremuri). Coloritul este la început gri-albăstrui până palid albastru-violet, decolorându-se cu timpul deschis gri-albăstrui  până gri-ocru. În tinerețe poartă între marginea pălăriei și picior fragmente ale vălului parțial în formă de cortină palid gri-albăstruie cu nuanțe liliacee, formată din fibre foarte fine ca păienjeniș.
- Lamelele: sunt destul de subțiri și strânse cu lameluțe intercalate și unele chiar bifurcate, inițial drepte apoi slab bombate, fiind învăluite la început de sus menționata cortină palid gri-albăstruie. Coloritul este în tinerețe gri violaceu-albastru, asemănător celui al cuticulei, devenind cu timpul mai deschis gri-albăstrui adesea cu nuanțe brun-gălbuie până deschis maronii și la bătrânețe brun-ruginiu.
- Piciorul: are o lungime de 5-8 (10) cm și o lățime de 1,5- 2 (2,5) cm, este neted, ferm, plin, dar în vârstă spongios pe dinăuntru, spre sus mai mult sau mai puțin cilindric, dar îngroșându-se spre baza pronunțat tivit bulbos-zgrunțuroasă. Nu poartă un inel. Coloritul este spre pălărie gri-albăstrui, spre bază albicios. Baza inițial albă se colorează cu avansarea în vârstă mai întâi galben, apoi brun.
- Carnea: rămâne pentru timp lung fermă, este albicioasă, mai târziu gri-albăstruie în picior și mai mult sau mai puțin galbenă sub cuticulă, decolorându-se în vârstă, începând la bază, galben-maroniu până brun-roșiatic. Odată tăiată longitudinal, carnea nu schimbă culoarea. Mirosul este inițial imperceptibil, repede însă neplăcut sever, puternic stătut până pământos și gustul blând, dar ceva mucegăit, asemănător drojdiei. [3][4]
- Caracteristici microscopice: are spori ocru-gălbui, elipsoidali, aproape în formă de migdale, aspri și fin verucoși, cu o mărime de 9-10 x 5-7 microni. Pulberea lor este deschis ruginie. Basidiile (celulele purtătoare de spori) înguste și cilindric-clavate cu 4 sterigme fiecare măsoară 25-35 x 6-9 microni. Cistidele (elemente sterile situate în stratul himenal sau printre celulele din pielița pălăriei și a piciorului, probabil cu rol de excreție) mai scurte și în formă de măciucă nu sunt descrise mai precis.[11]
- Reacții chimice: carnea și cuticula se decolorează cu Hidroxid de potasiu numai slab ocru-gălbui până deschis maroniu.[12]

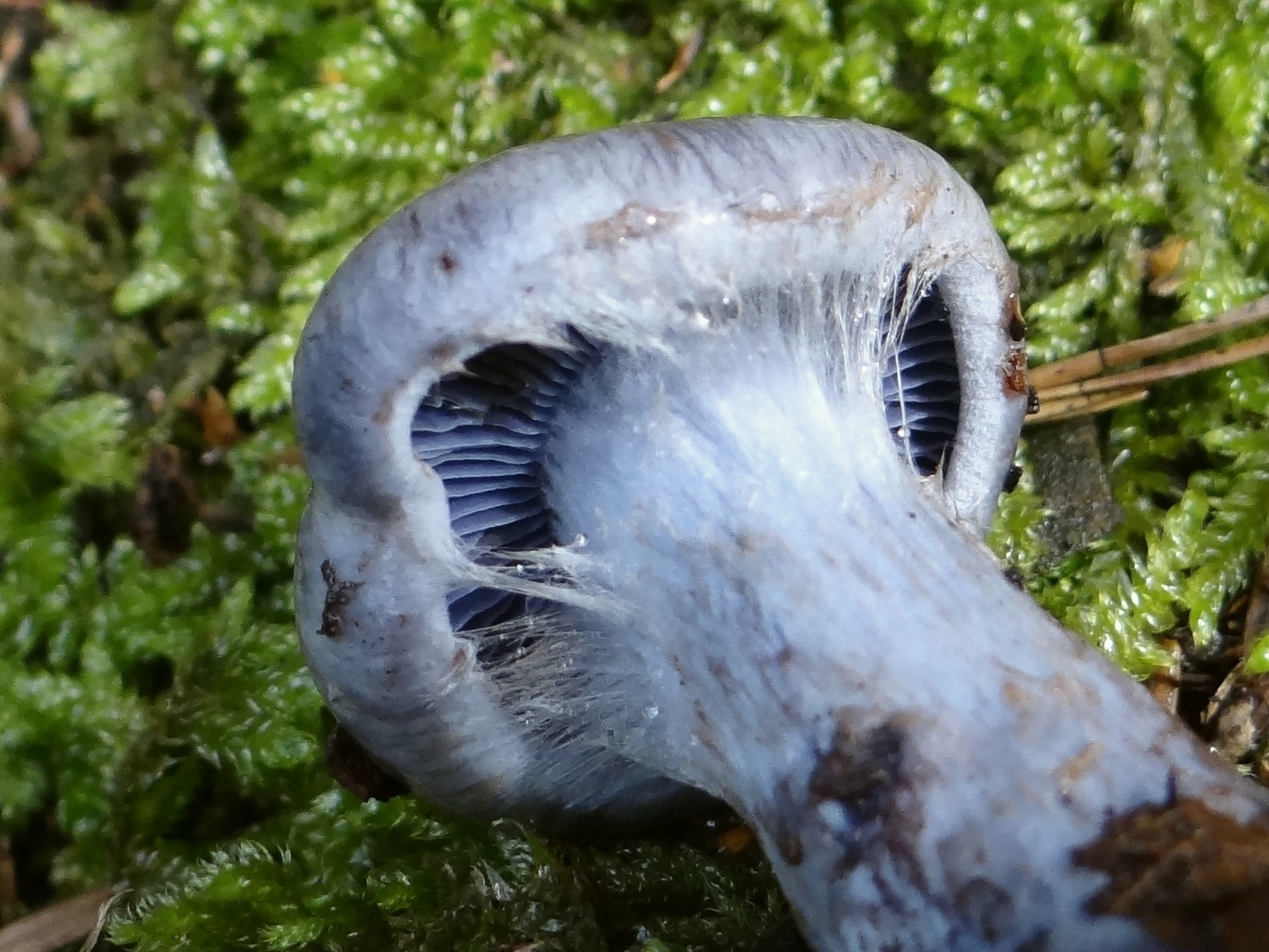
C. caerulescens tineri: pălărie, lamele și picior
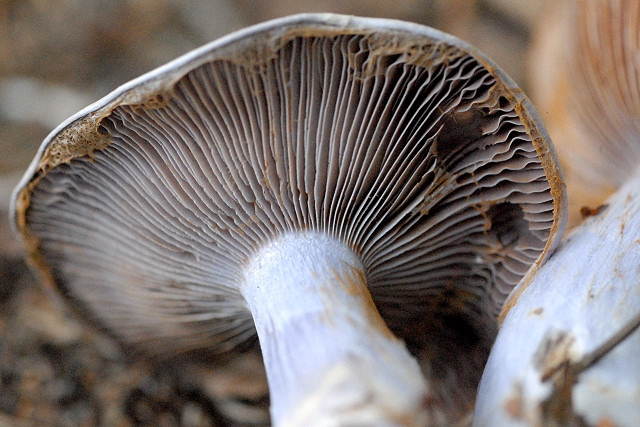
C. caerulescens matur: lamele și picior
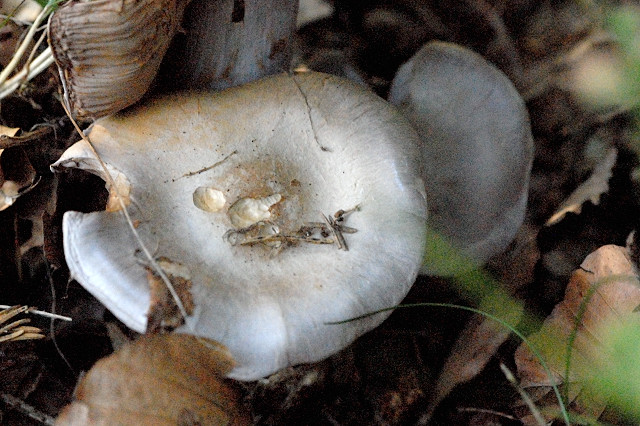
C. caerulescens bătrâni: pălării și lamele

## Confuzii
Cortinarius caerulescens poate fi confundat ușor cu alte specii de colorit similar, ca de exemplu cu Clitocybe nebularis,(limitat comestibil), Lepista nuda (comestibil), Cortinarius alboviolaceus (necomestibil), Cortinarius argentatus (necomestibil), Cortinarius balteatus (tânăr comestibil),  Cortinarius camphoratus (necomestibil), Cortinarius cumatilis (comestibil), Cortinarius cyanites (necomestibil, în tinerețe cu lamele albastru-violete, la bătrânețe brun-violete, miros dulcișor și gust amar), Cortinarius dibaphus (necomestibil), Cortinarius glaucopus (comestibil), Cortinarius iodes (comestibil, cu cuticulă mucoasă, în tinerețe cu lamele violete, carnea fiind albă, miros și gust neostentativ), Cortinarius largus (necomestibil), Cortinarius malachius (necomestibil), Cortinarius purpurascens (comestibil), Cortinarius salor (comestibil, cu cuticulă mucoasă, în tinerețe cu lamele violete, carnea fiind albicioasă până gri-brună cu nuanțe de albastru, miros și gust neostentativ), Cortinarius spilomeus, (necomestibil), Cortinarius torvus (necomestibil), Cortinarius traganus (otrăvitor), Cortinarius violaceus (comestibil, pălăria, lamelele și carnea albastru-violet, miros de lemn de cedru și gust plăcut), respectiv Lepista glaucocana (comestibilă, cuticulă gri-albăstruie, lamele gri-violete sau roze, miros pământos), Lepista nuda (comestibilă), Lepista personata (comestibilă, pălărie pal gri-maronie, lamele albuie până gri-albăstruie, miros plăcut) sau cu Lepista sordida (comestibilă, mai mică și de colorit mai deschis, miros tare aromatic, ceva de pământ, câteodată de cianură.

## Specii asemănătoare în imagini

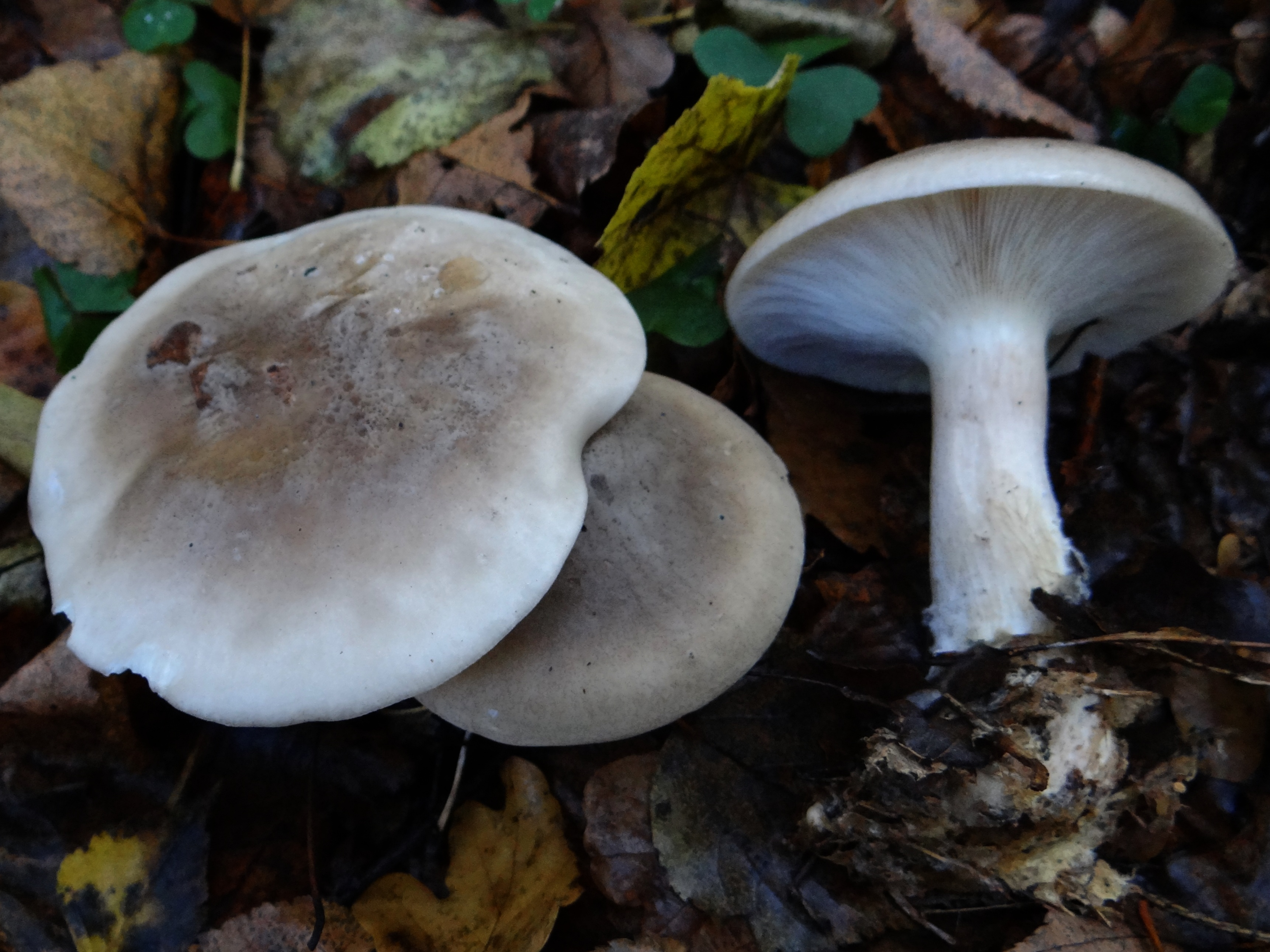
Clitocybe nebularis
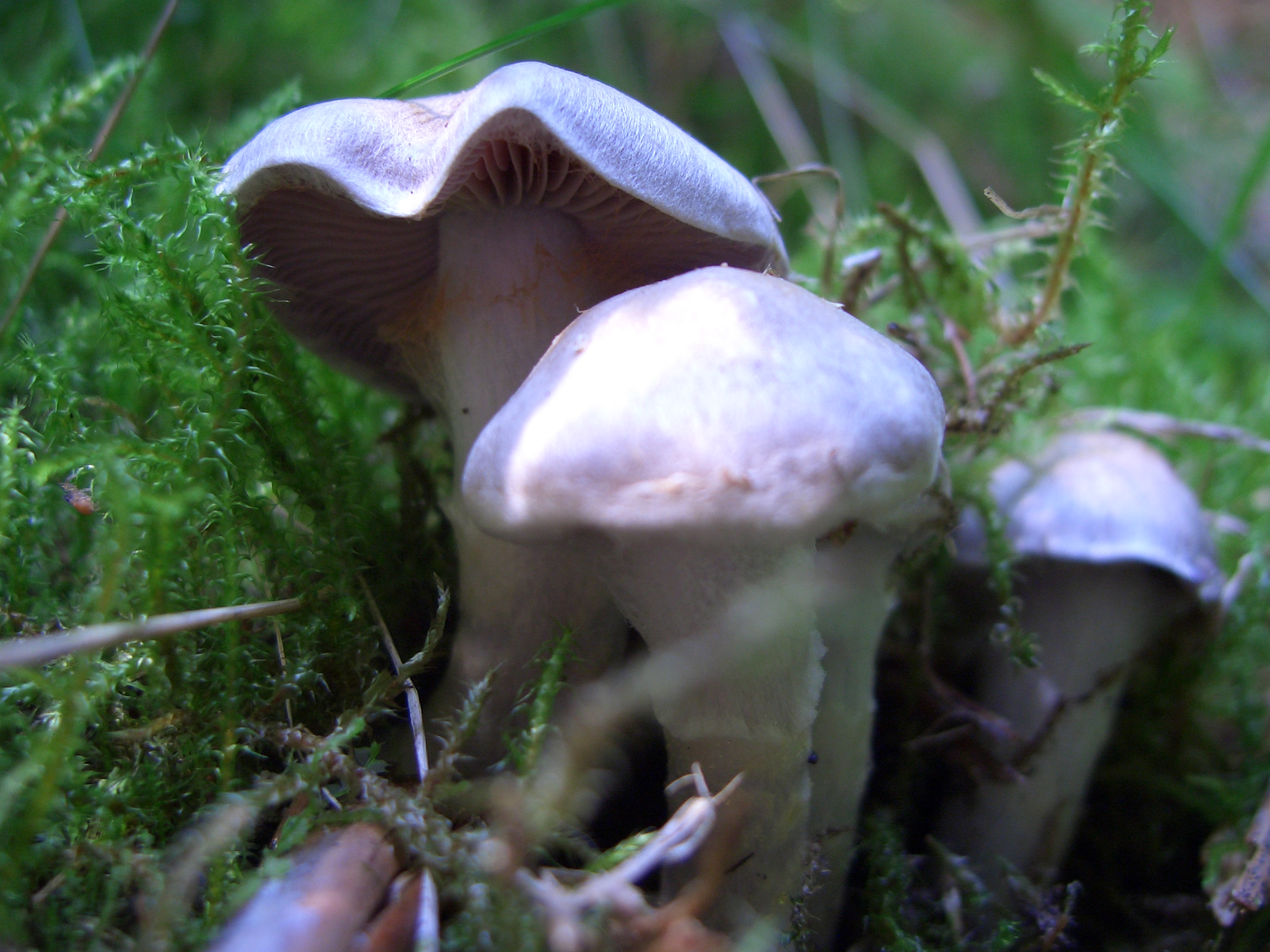
!Cortinarius-alboviolaceus!
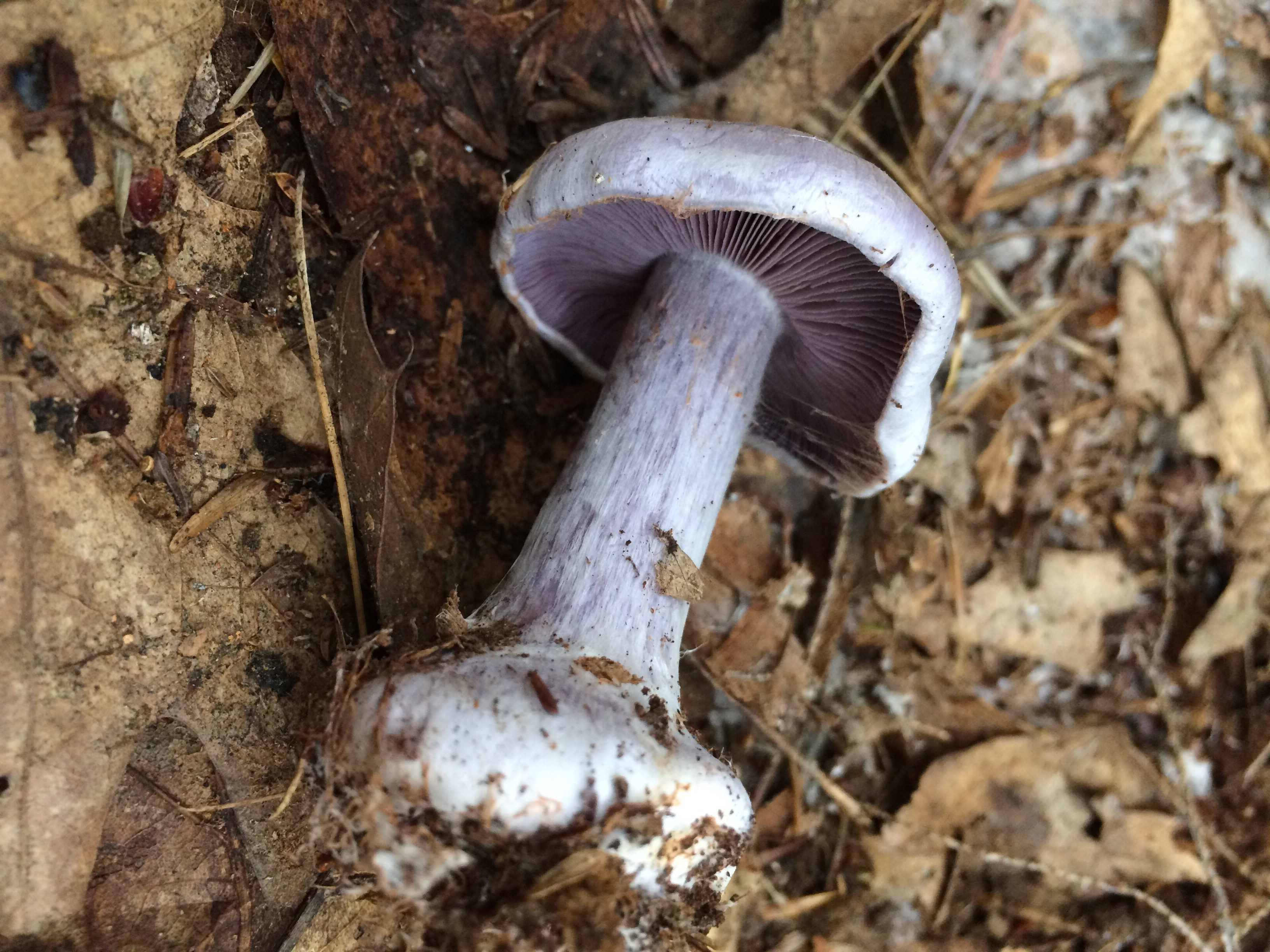
!Cortinarius argentatus!
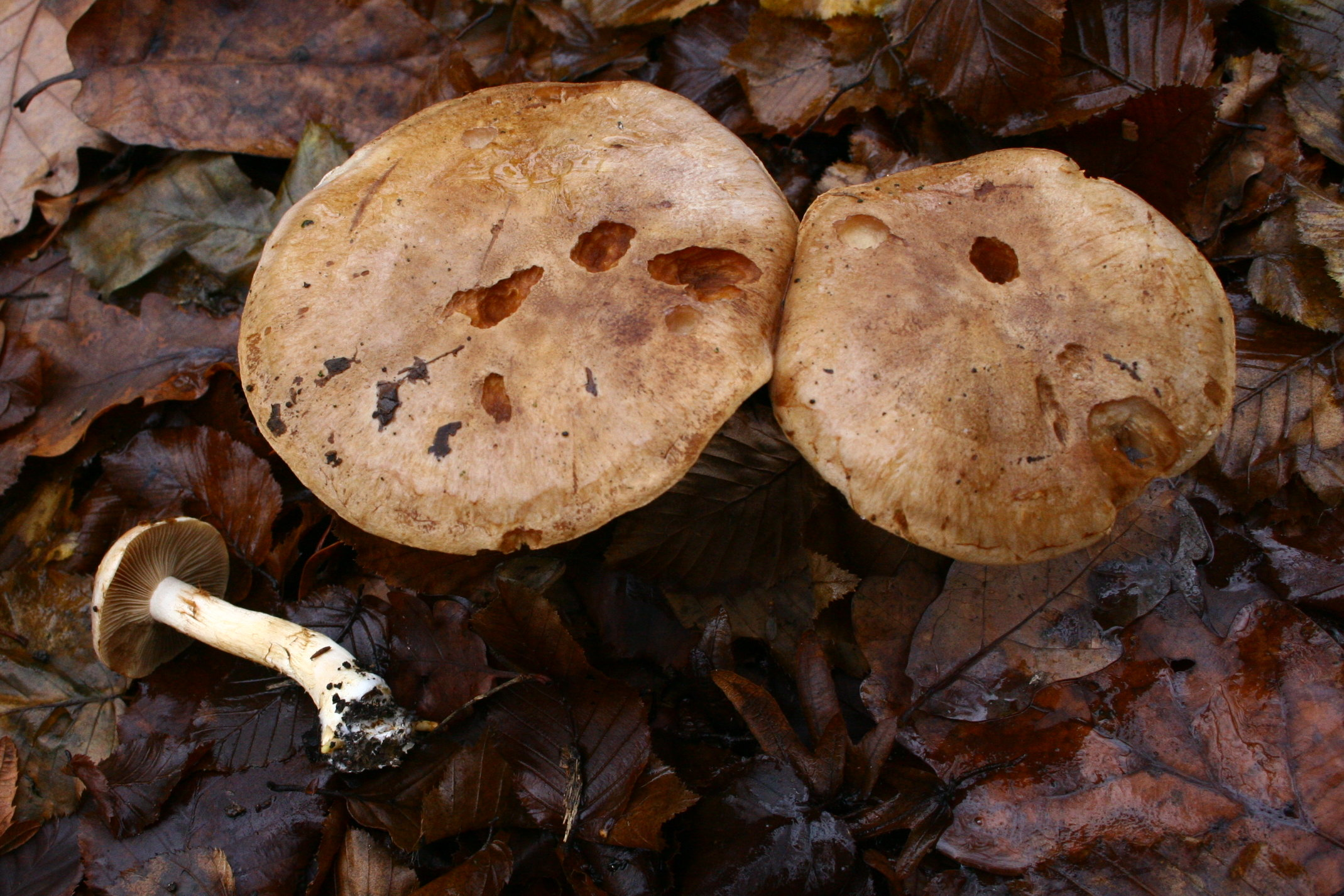
Cortinarius balteatus
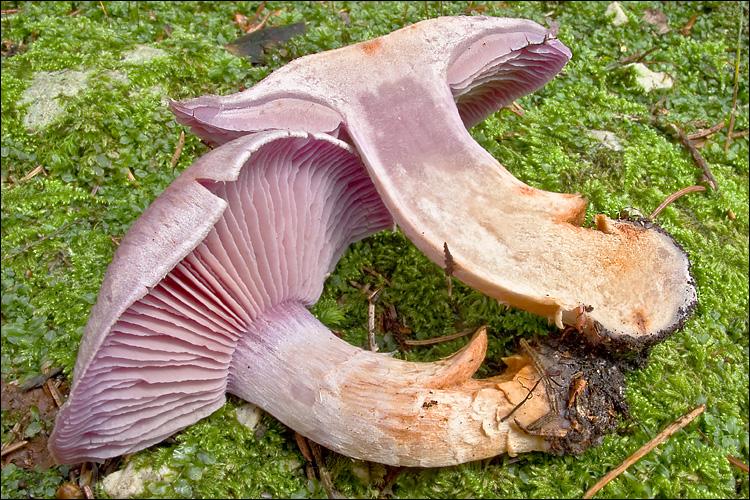
!Cortinarius camphoratus!
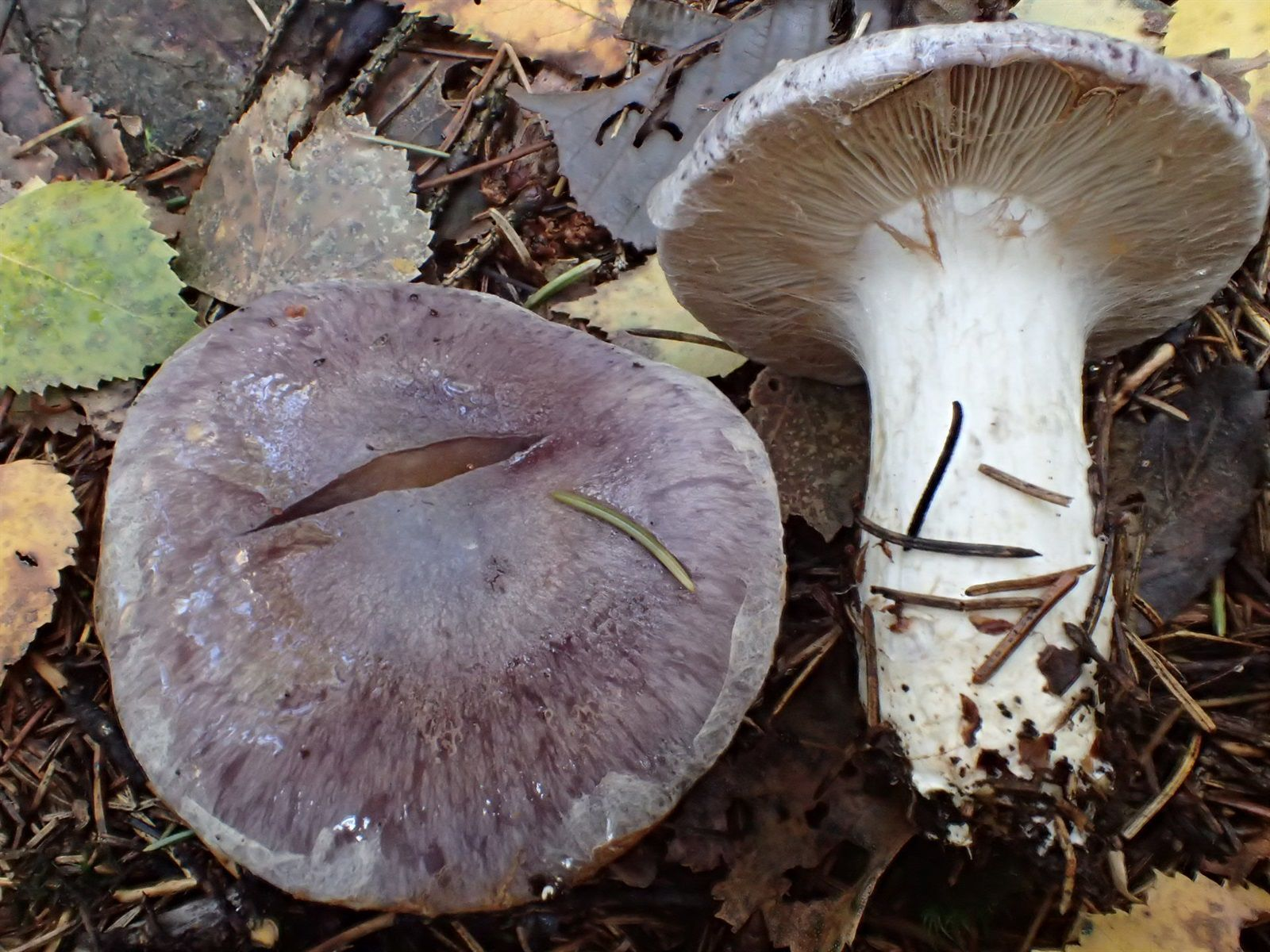
Cortinarius cumatilis

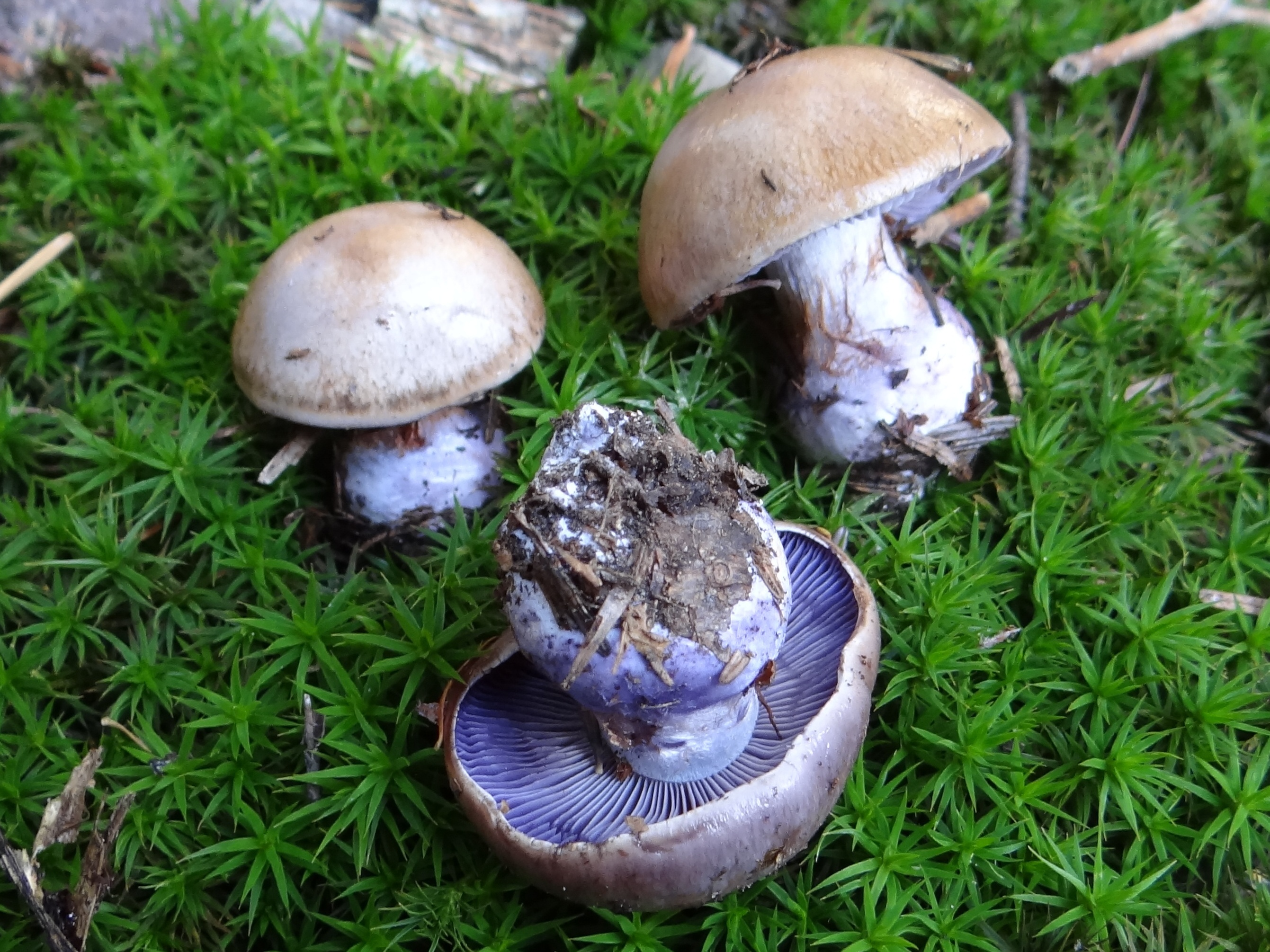
!Cortinarius cyanites!
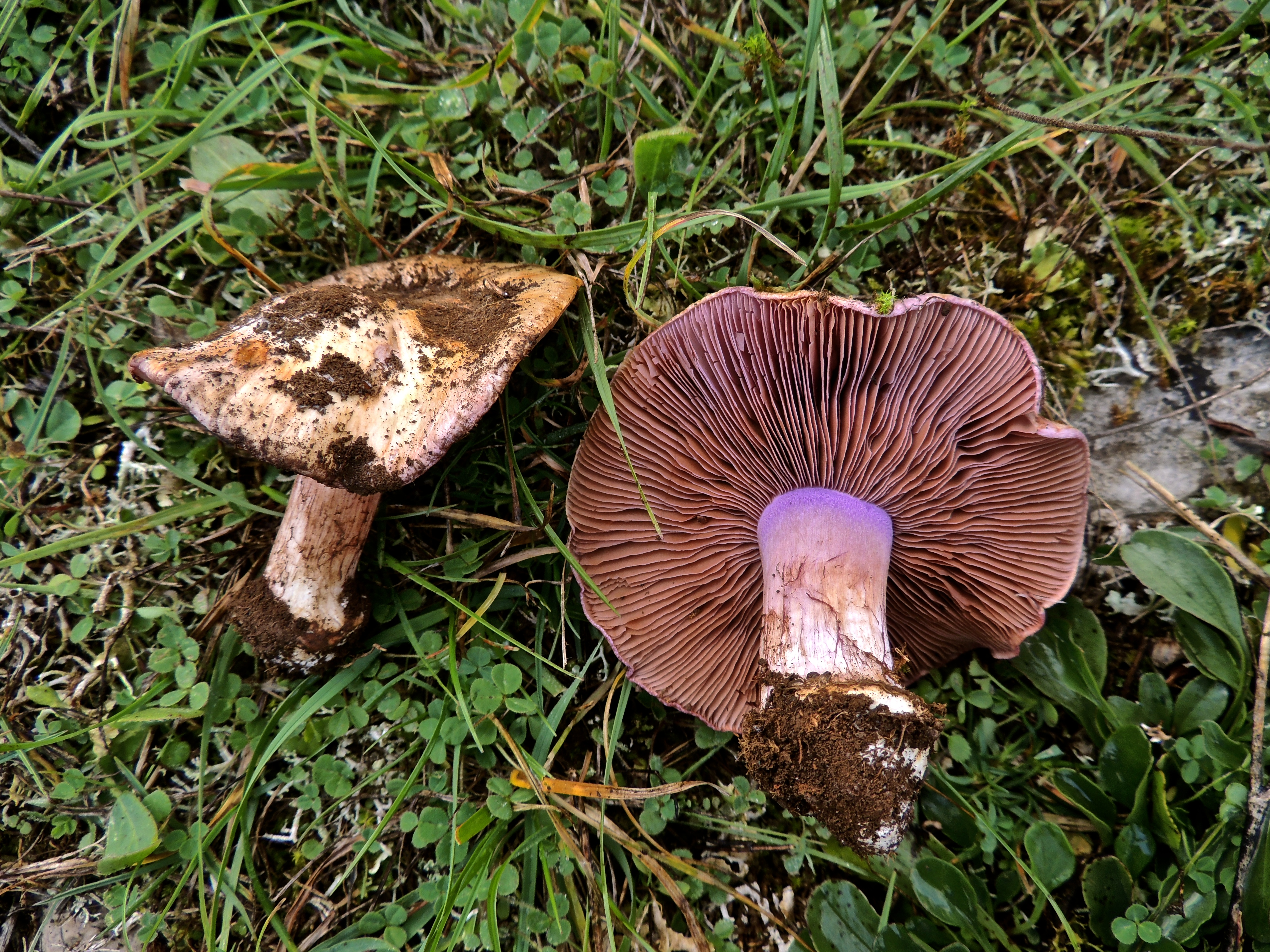
!Cortinarius dibaphus!
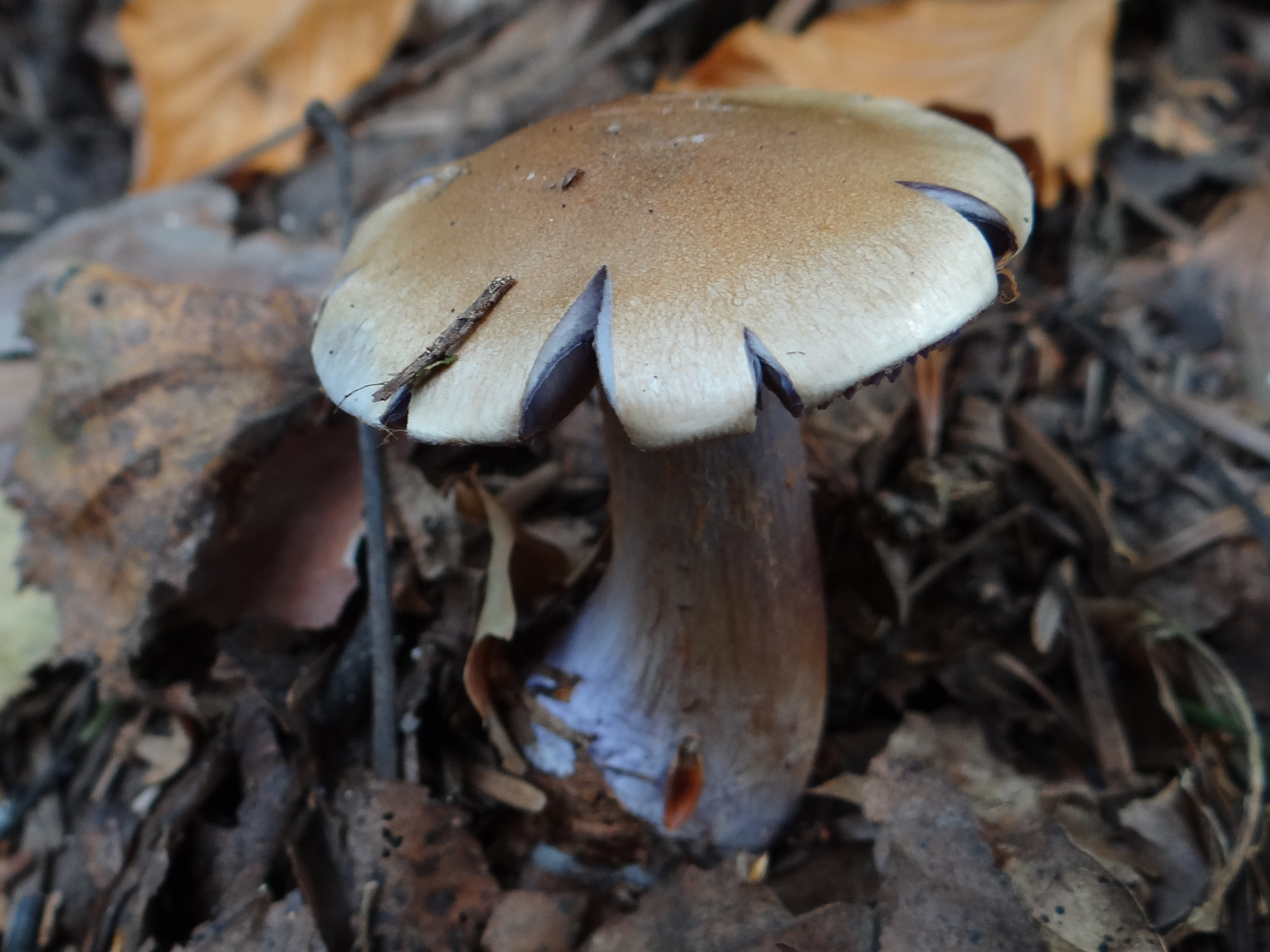
Cortinarius glaucopus
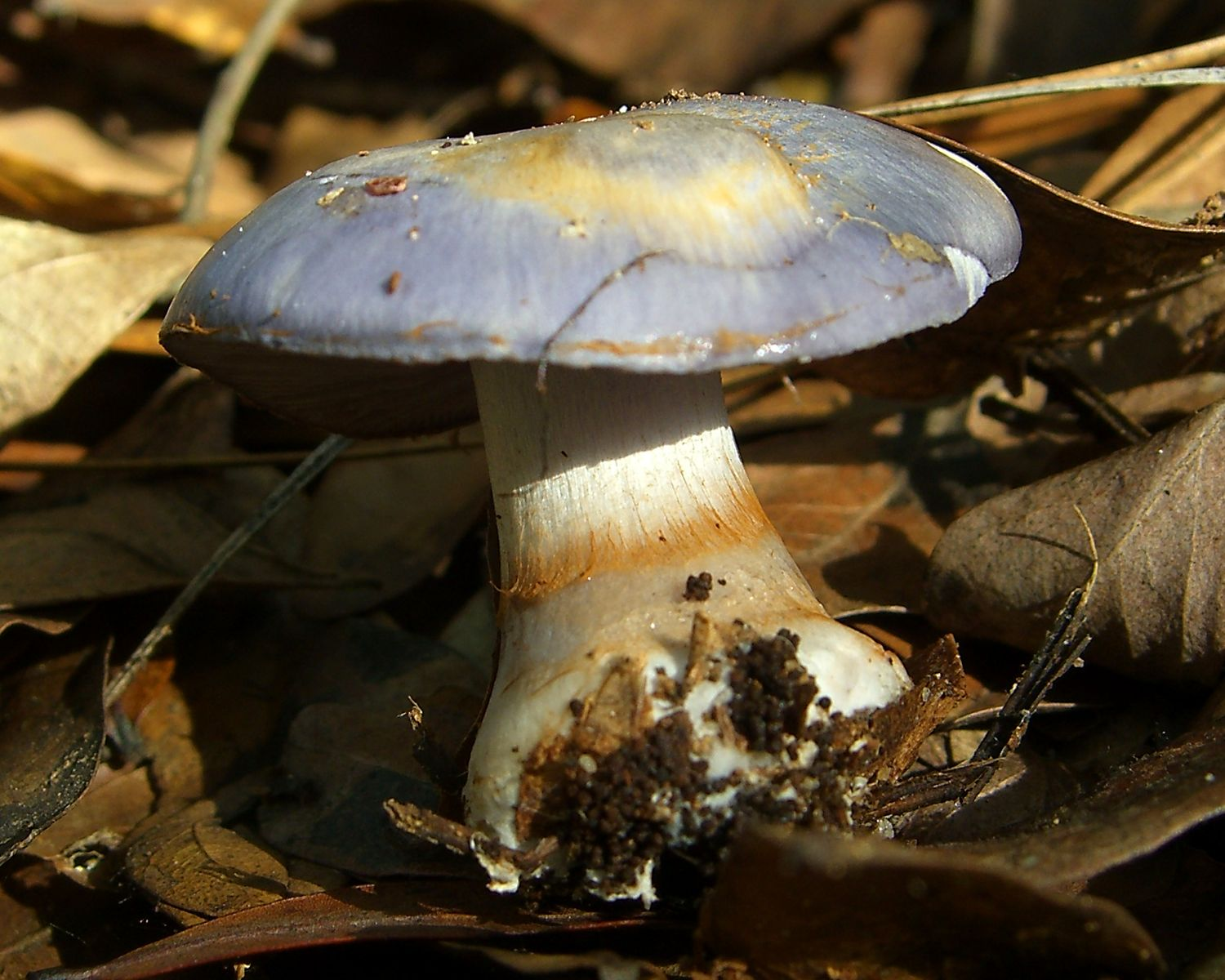
Cortinarius iodes
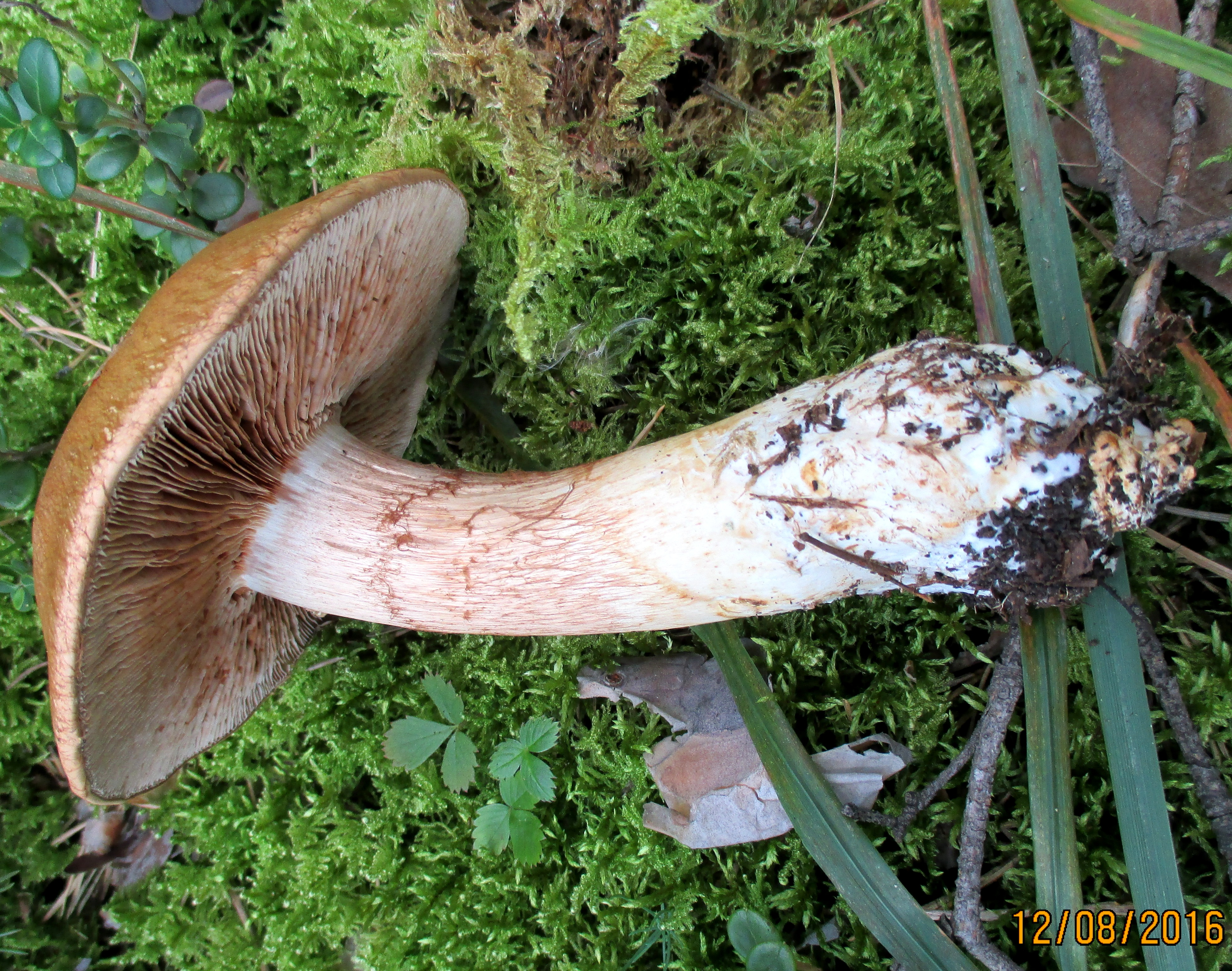
!Cortinarius largus!
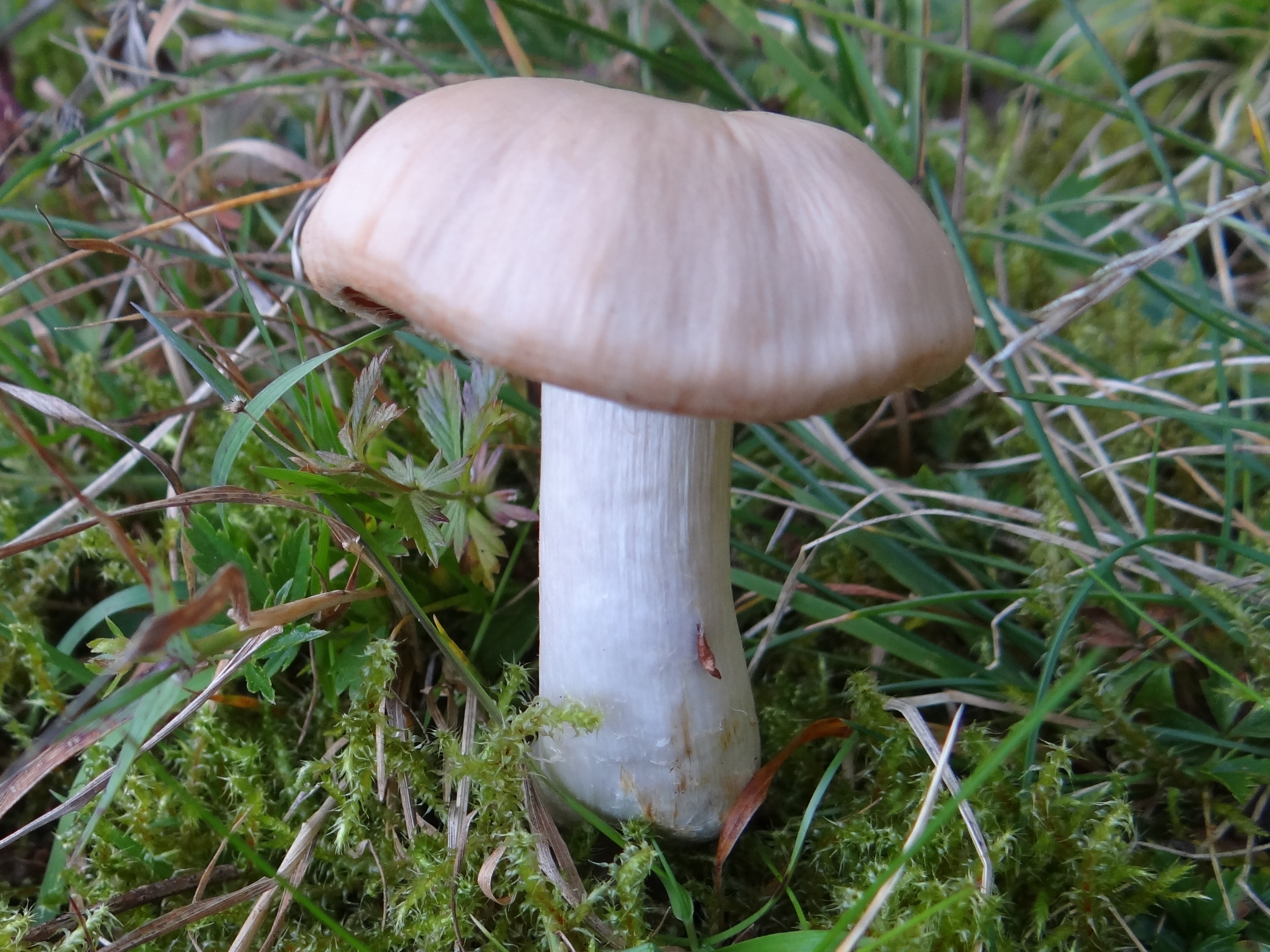
!Cortinarius malachius!

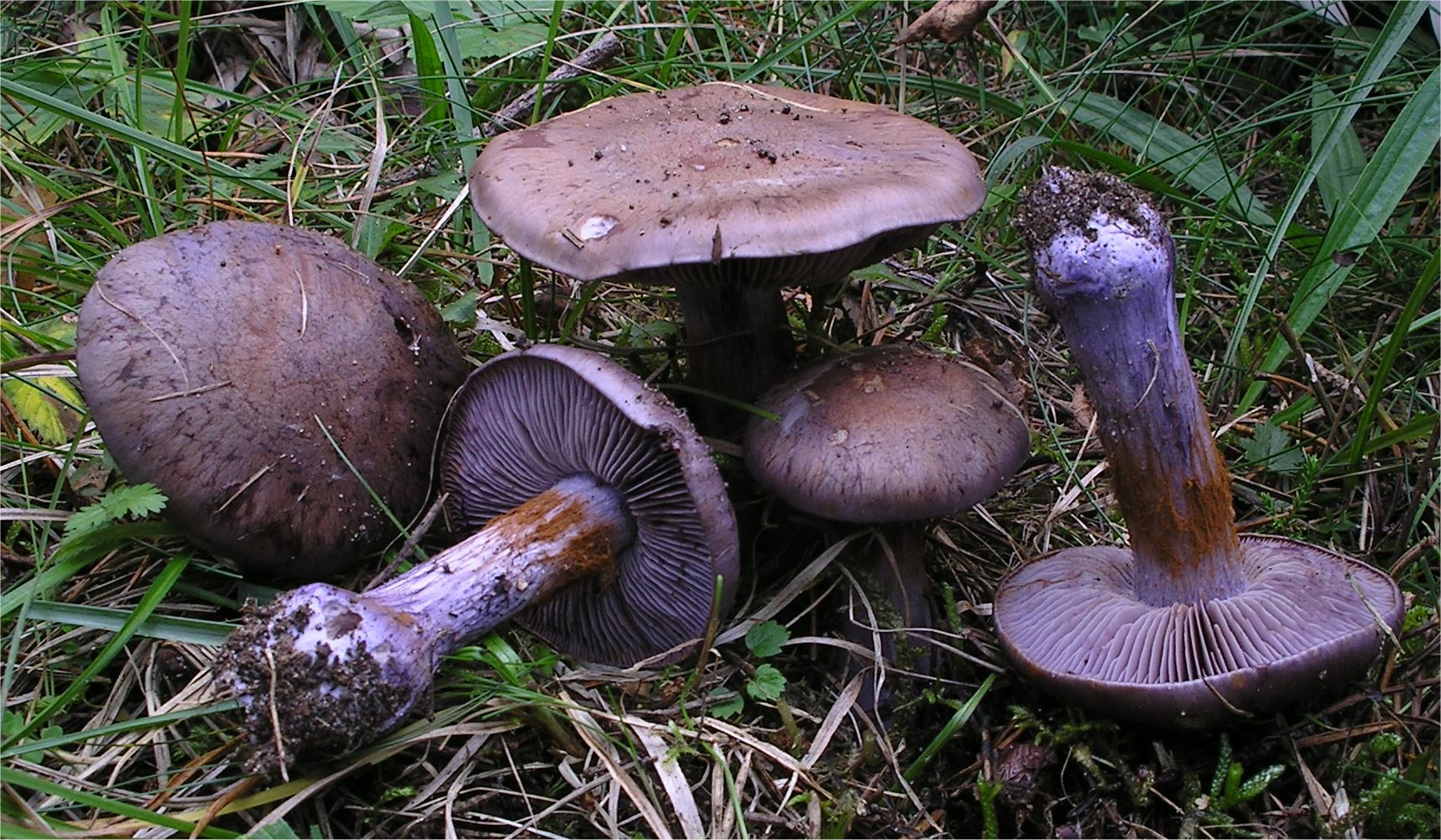
Cortinarius purpurascens
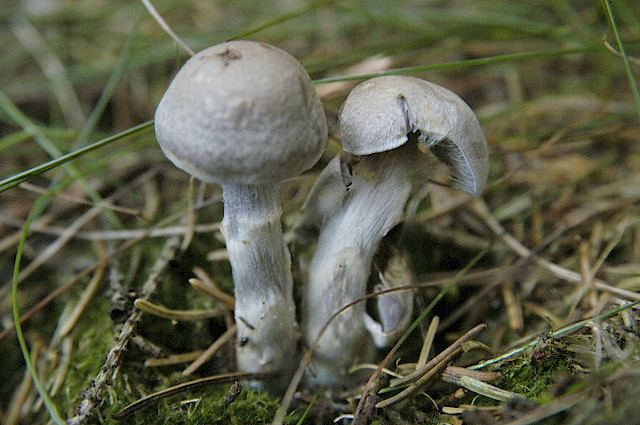
Cortinarius salor
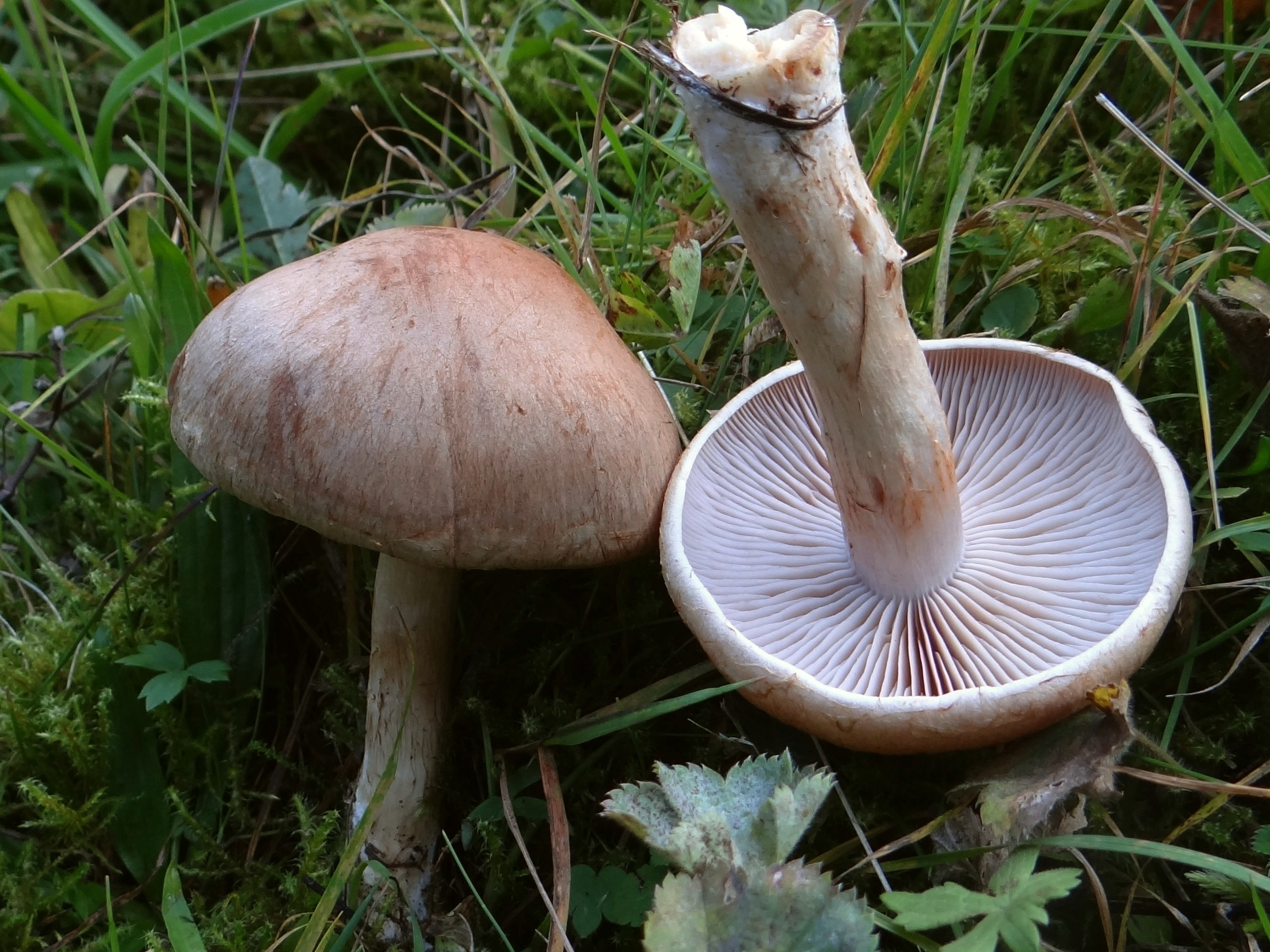
!Cortinarius spilomeus!
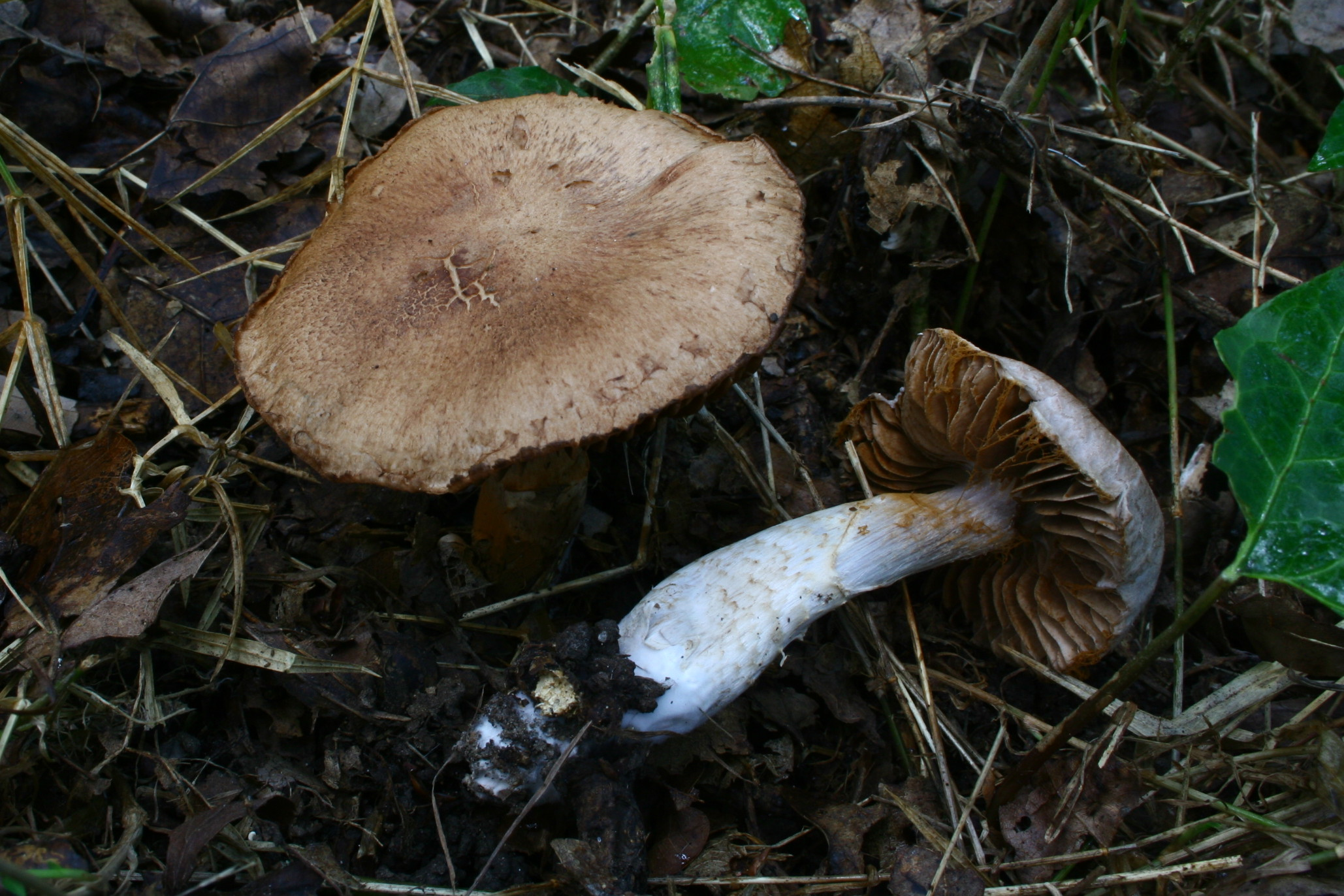
!Cortinarius torvus!
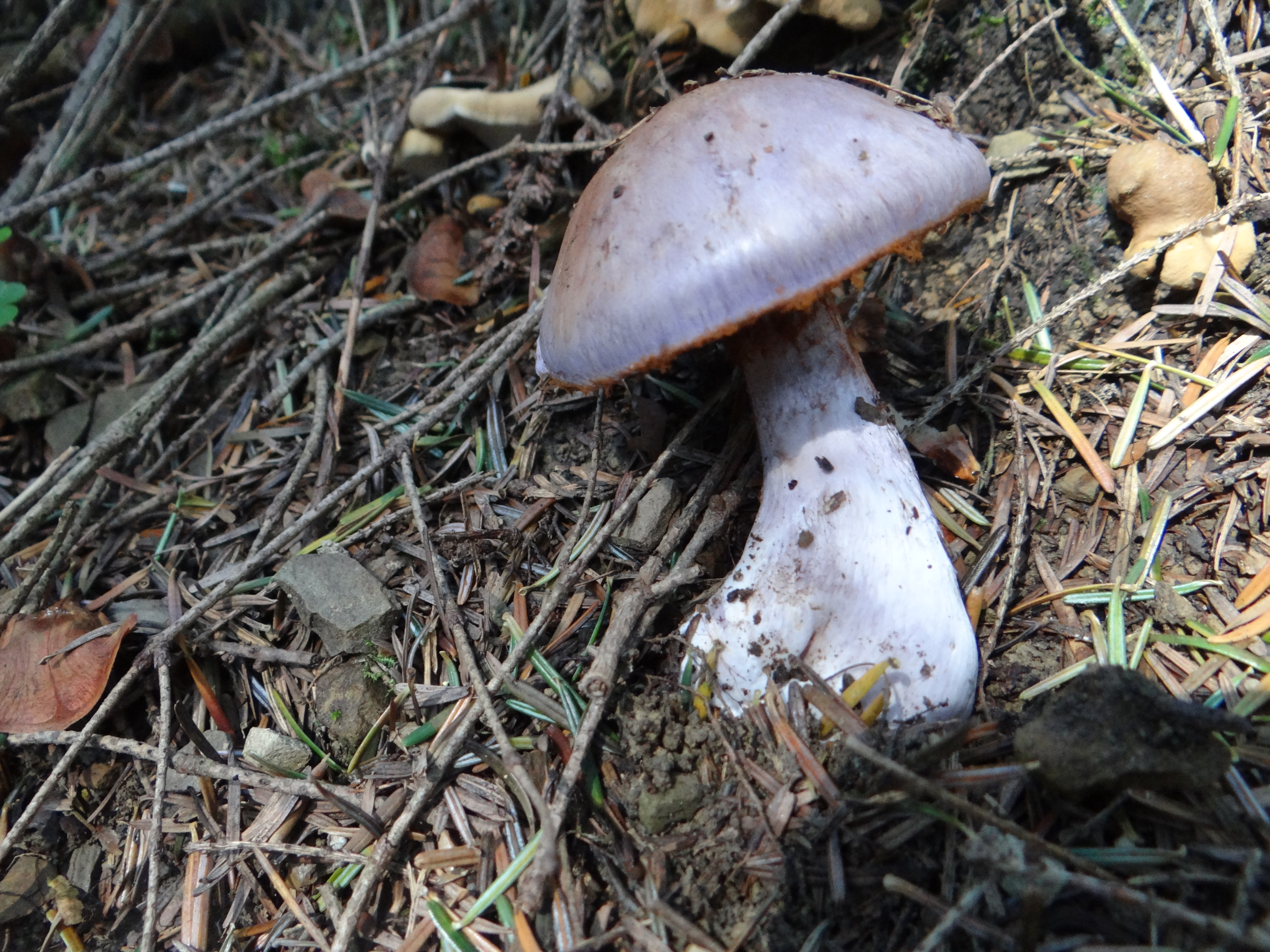
!!Cortinarius traganus!!
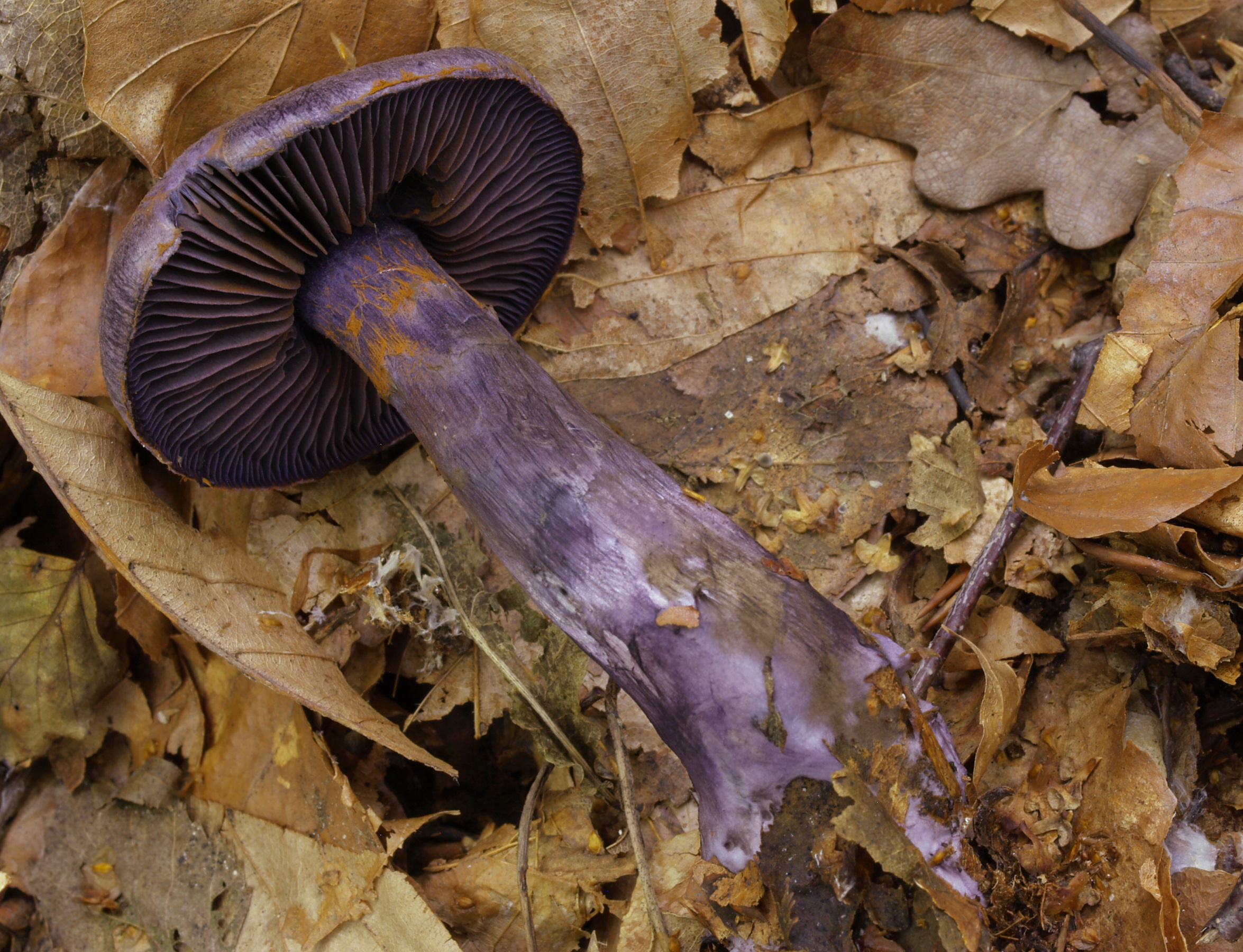
Cortinarius violaceus

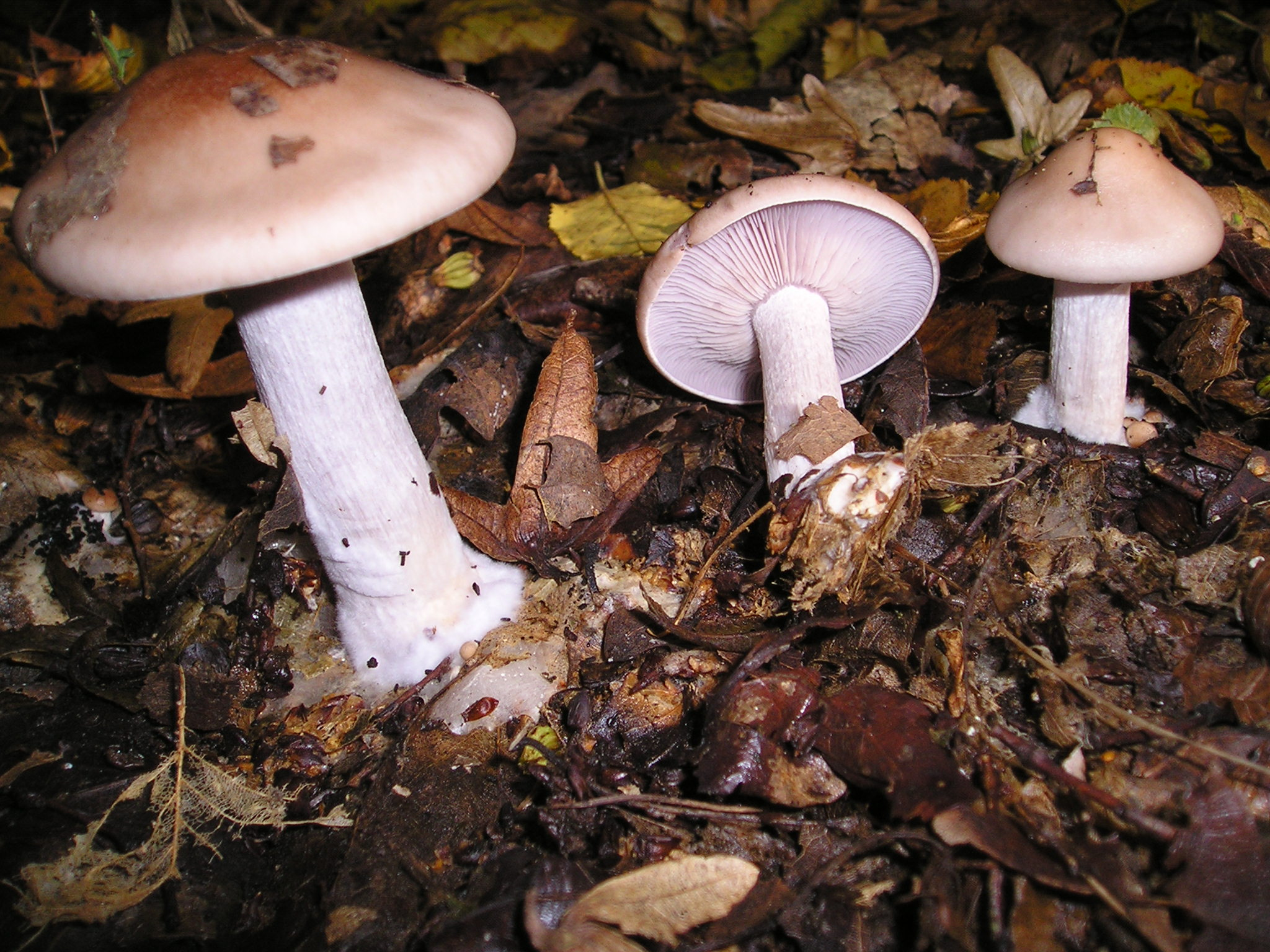
Lepista glaucocana
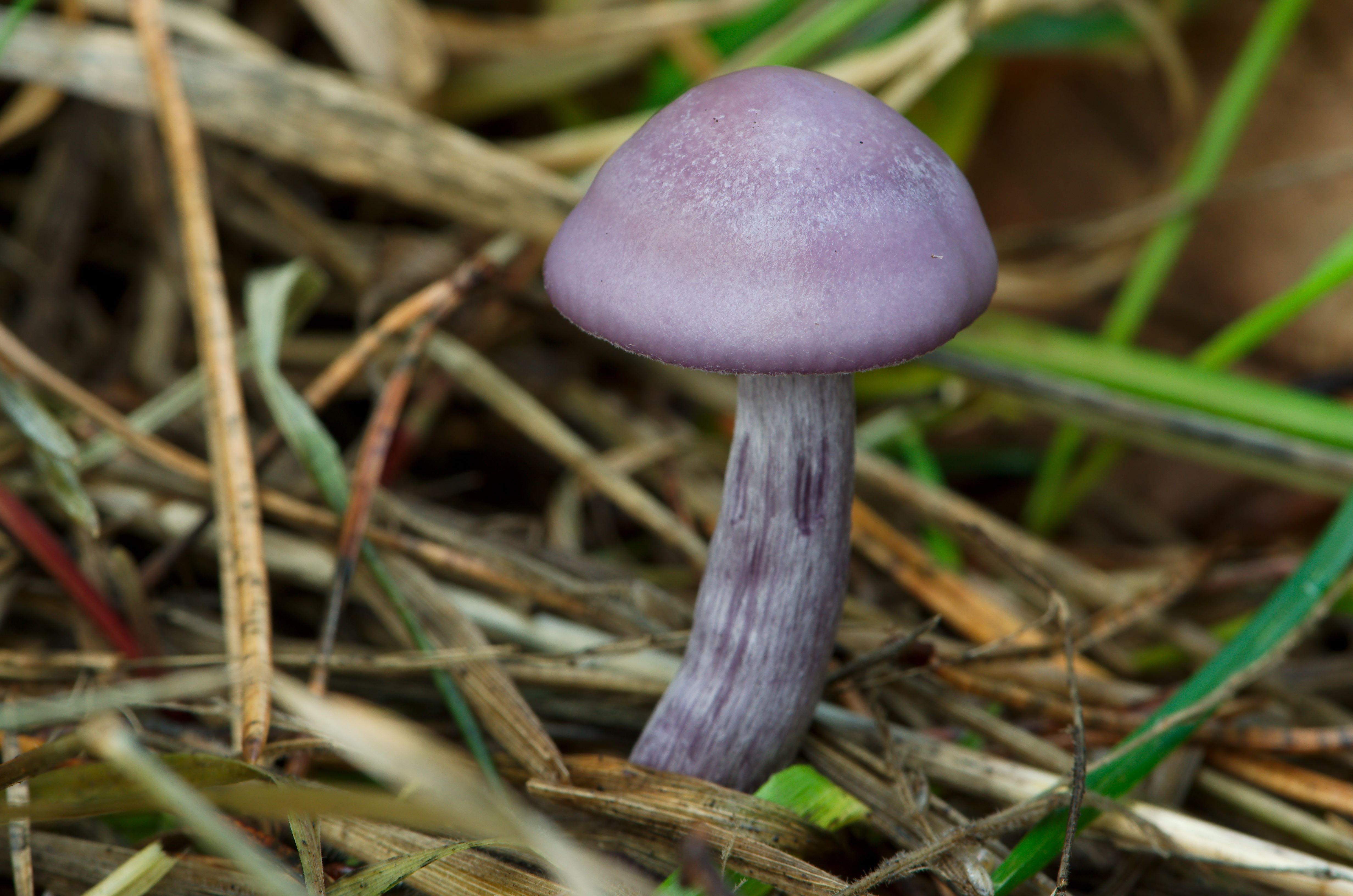
Lepista nuda
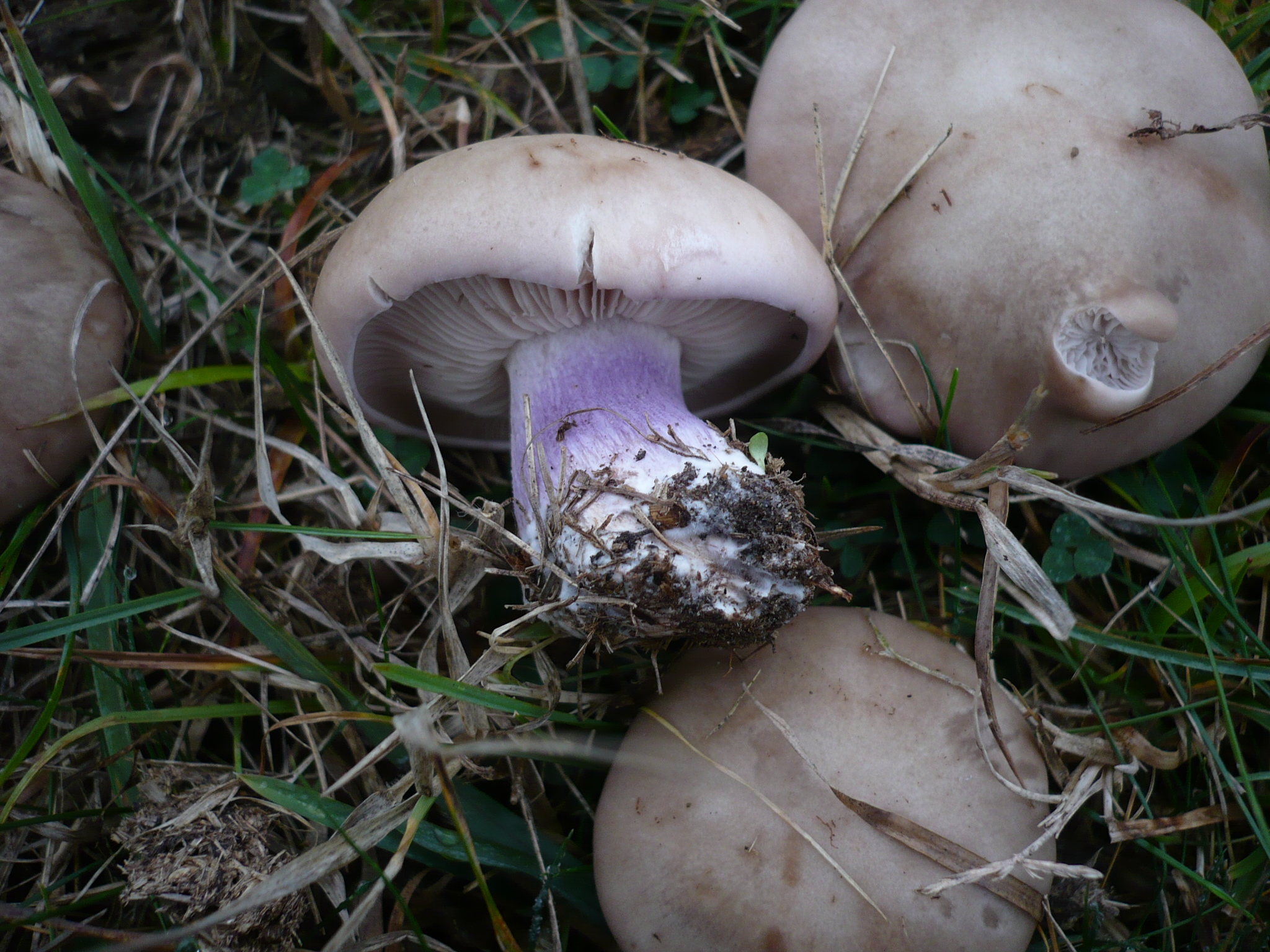
Lepista personata
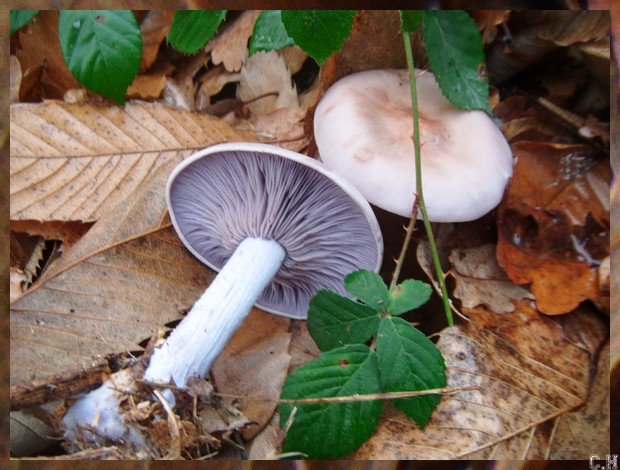
Lepista sordida

## Valorificare
Folosirea acestei ciuperci pentru consum este foarte controversată. Unii autori îl descriu ca fiind otrăvitor, alții ca fiind comestibil. De fapt însă, specia este din cauza mirosului și al gustului destul de neplăcut necomestibilă. În plus, devenită între timp rară, ar trebui să fie cruțată și lăsată la loc.